# Пуцар
Пуцар (њем. Putzar) општина је у њемачкој савезној држави Мекленбург-Западна Померанија. Једно је од 89 општинских средишта округа Остфорпомерн. Према процјени из 2010. у општини је живјело 214 становника. Посједује регионалну шифру (AGS) 13059080.

## Географски и демографски подаци
Пуцар се налази у савезној држави Мекленбург-Западна Померанија у округу Остфорпомерн. Општина се налази на надморској висини од 10 метара. Површина општине износи 17,4 km². У самом мјесту је, према процјени из 2010. године, живјело 214 становника. Просјечна густина становништва износи 12 становника/km².